# Keith Vickerman
Keith Vickerman (21 mars 1933 - 28 juin 2016)  est un zoologiste britannique.

## Biographie
Il est né à Huddersfield, dans le Yorkshire  et est professeur Regius de zoologie à l'Université de Glasgow de 1984 à 1998 . Il reçoit la Médaille linnéenne en 1996. Membre de l'Académie des sciences médicales, il est l'un des membres fondateurs de l'organisation .
Vickerman est celui qui a fait la découverte que la variation antigénique pouvait se produire dans les cellules eucaryotes, à savoir dans les protozoaires .